# Атактическое мышление
Атакти́ческое мышле́ние, атакси́ческое мышле́ние, или атакси́я мышле́ния (от др.-греч. ἀταξία — беспорядок, неразбериха) характеризуется наличием в речи больного некоординируемых, в норме не сочетающихся между собой понятий. Является характерным для шизофрении расстройством мышления. Появление некоординируемых сочетаний в речи называется также атактическими замыканиями:
- при наличии атактических замыканий между предложениями, блоками фраз говорят о резонёрстве (бесплодное мудрствование)
- при наличии атактических замыканий между словами внутри одного предложения говорят об атактической спутанности (крайняя степень — шизофазия, «словесная окрошка», когда речь представляет собой бессвязный набор слов)
- при проникновении атактических замыканий внутрь слова в речи больных появляются неологизмы.

При атактическом мышлении речь может быть внешне грамматически правильно построенной, но она остаётся лишённой смыслового значения и недоступной пониманию окружающих. Мыслительная деятельность человека протекает в разных руслах, из-за чего он не может думать и говорить в одном направлении. Это связано с нарушением мотива (целеполагания) рече-мыслительного акта или его утратой.
Многие авторы считают разорванное (инкогерентное) мышление и атактическое мышление в сущности одним и тем же. Однако Ф. И. Случевский (1976) считает, что имеет смысл разграничивать шизофренический синдром шизофазии (разорванную речь) и собственно атактическое мышление, как минимум по причине того, что разорванность речи в отличие от мышления очевидна, доступна регистрации и наблюдению.
В художественной литературе данное расстройство мышления впервые описано в романе Франсуа Рабле «Гаргантюа и Пантагрюэль» (1532—1564).